# Mistrzostwa Polski w rugby 7 mężczyzn (2019/2020)
Mistrzostwa Polski w rugby 7 mężczyzn (2019/2020) – rozgrywki drużyn rugby 7, mające na celu wyłonienie najlepszej męskiej drużyny w Polsce w sezonie 2019/2020, organizowane przez Polski Związek Rugby; dwudziesta piąta edycja Mistrzostw Polski w rugby 7 mężczyzn. Mistrzostwa rozegrano w formie trzech turniejów. Tytuł mistrza Polski zdobyli gracze Posnanii, drugie miejsce zajął Orkan Sochaczew, a trzecie Juvenia Kraków. 

## Format rozgrywek
Rozgrywki zaplanowano w formie serii czterech turniejów, jednak z uwagi na zawieszenie rozgrywek wiosną 2020 związane z pandemią COVID-19 zredukowano liczbę turniejów do trzech.
O mistrzostwie decydowała łączna liczba punktów przyznawanych w poszczególnych turniejach na podstawie klasyfikacji uczestniczących w nich drużyn. W przypadku zgłoszenia do turniejów więcej niż 12 drużyn zaplanowano podział rozgrywek w turnieju na ośmiozespołowe dywizje, pomiędzy którymi miały następować spadki i awanse (w przypadku podziału na dywizje turnieje dla poszczególnych dywizji mogły odbywać się w różnym miejscu i czasie). W przypadku pierwszego turnieju o rozstawieniu drużyn decydowały wyniki mistrzostw z poprzedniego sezonu, w kolejnych – wyniki dotychczasowych turniejów. 
W przypadku rozgrywek grupowych w turnieju o kolejności w tabeli grupy decydowały liczba zdobytych punktów turniejowych (zwycięstwo – 3 punkty, remis – 2 punkty, porażka – 1 punkt, walkower – 0), a w dalszej kolejności wynik bezpośredniego spotkania, różnica pomiędzy punktami zdobytymi i straconymi, większa liczba punktów zdobytych, losowanie..

## Przebieg rozgrywek

### Pierwszy turniej
Pierwszy turniej mistrzostw rozegrano 21 września 2019 w Poznaniu. Wzięło w nim udział 7 drużyn. Zwycięzcą została Posnania Poznań.
Wyniki spotkań w fazie grupowej:
- grupa A:
  - Juvenia Kraków – Rugby Wrocław 52:0
  - Posnania Poznań – Juvenia Kraków 29:19
  - Posnania Poznań – Rugby Wrocław 63:7
- grupa B:
  - Orkan Sochaczew – Kaskada Szczecin 38:0
  - Skra Warszawa – Tytan Gniezno 19:15
  - Orkan Sochaczew – Skra Warszawa 24:0
  - Tytan Gniezno – Kaskada Szczecin 19:15
  - Orkan Sochaczew – Tytan Gniezno 29:0
  - Skra Warszawa – Kaskada Szczecin 37:5

Wyniki spotkań w fazie finałowej:
- półfinały o miejsca 1–4:
  - Posnania Poznań – Skra Warszawa 42:7
  - Orkan Sochaczew – Juvenia Kraków 21:26
- mecze finałowe:
  - o piąte miejsce: Tytan Gniezno – Rugby Wrocław 28:5
  - o trzecie miejsce: Skra Warszawa – Orkan Sochaczew 31:12
  - o pierwsze miejsce: Posnania Poznań – Juvenia Kraków 19:14

Końcowa klasyfikacja turnieju:
| Pozycja | Drużyna          | Liczba punktów do klasyfikacji |
| ------- | ---------------- | ------------------------------ |
| 1.      | Posnania Poznań  | 20                             |
| 2.      | Juvenia Kraków   | 18                             |
| 3.      | Skra Warszawa    | 16                             |
| 4.      | Orkan Sochaczew  | 14                             |
| 5.      | Tytan Gniezno    | 12                             |
| 6.      | Rugby Wrocław    | 10                             |
| 7.      | Kaskada Szczecin | 8                              |

### Drugi turniej
Drugi turniej mistrzostw rozegrano 26 października 2019 w Warszawie. Wzięło w nim udział 11 drużyn. Zwycięzcą została Posnania Poznań.
Wyniki spotkań w fazie grupowej:
- grupa A:
  - Czarni Pruszcz Gdański – Budowlani Łódź 0:25 (wo.)
  - Posnania Poznań – Czarni Pruszcz Gdański 25:0 (wo.)
  - Posnania Poznań – Budowlani Łódź 60:0
- grupa B:
  - Kaskada Szczecin – RK Unisław 26:0
  - Juvenia Kraków – Kaskada Szczecin 49:7
  - Juvenia Kraków – RK Unisław 35:0
- grupa C:
  - Rugby Wrocław – RT Olsztyn 10:12
  - Skra Warszawa – Rugby Wrocław 57:0
  - Skra Warszawa – RT Olsztyn 73:0
- grupa D:
  - Tytan Gniezno – RK Koszalin 25:0 (wo.)
  - Orkan Sochaczew – Tytan Gniezno 45:0
  - Orkan Sochaczew – RK Koszalin 25:0 (wo.)

Wyniki spotkań w fazie finałowej:
- półfinały o miejsca 7–9:
  - RK Unisław – Rugby Wrocław 25:5
  - RK Koszalin – RK Unisław 0:25 (wo.)
  - Rugby Wrocław – RK Koszalin 25:0 (wo.)
- półfinały o miejsca 5–8:
  - Kaskada Szczecin – Rugby Olsztyn 19:10
  - Tytan Gniezno – Budowlani Łódź 24:12
- półfinały o miejsca 1–4:
  - Skra Warszawa – Orkan Sochaczew 14:29
  - Posnania Poznań – Juvenia Kraków 28:14
- mecze finałowe:
  - o siódme miejsce: RT Olsztyn – Budowlani Łódź 0:38
  - o piąte miejsce: Kaskada Szczecin – Tytan Gniezno 12:10
  - o trzecie miejsce: Skra Warszawa – Juvenia Kraków 17:14
  - o pierwsze miejsce: Posnania Poznań – Orkan Sochaczew 22:0

Końcowa klasyfikacja turnieju:
| Pozycja | Drużyna          | Liczba punktów do klasyfikacji |
| ------- | ---------------- | ------------------------------ |
| 1.      | Posnania Poznań  | 20                             |
| 2.      | Orkan Sochaczew  | 18                             |
| 3.      | Skra Warszawa    | 16                             |
| 4.      | Juvenia Kraków   | 14                             |
| 5.      | Kaskada Szczecin | 12                             |
| 6.      | Tytan Gniezno    | 10                             |
| 7.      | Budowlani Łódź   | 8                              |
| 8.      | RT Olsztyn       | 6                              |
| 9.      | RK Unisław       | 4                              |
| 10.     | Rugby Wrocław    | 3                              |
| 11.     | RK Koszalin      | 2                              |

### Trzeci turniej
Trzecii turniej mistrzostw rozegrano 4 lipca 2020 w Poznaniu. Wzięło w nim udział 7 drużyn. Zwycięzcą została Posnania Poznań.
Wyniki spotkań w fazie grupowej:
- grupa A:
  - Skra Warszawa – Kaskada Szczecin 47:7
  - Posnania Poznań – Skra Warszawa 35:7
  - Kaskada Szczecin – Posnania Poznań 10:42
- grupa B:
  - Juvenia Kraków – RT Olsztyn 53:0
  - Orkan Sochaczew – Rugby Wrocław 48:0
  - RT Olsztyn – Rugby Wrocław 5:22
  - Juvenia Kraków – Orkan Sochaczew 0:24
  - Orkan Sochaczew – RT Olsztyn 55:0
  - Rugby Wrocław – Juvenia Kraków 0:59

Wyniki spotkań w fazie finałowej:
- o miejsca 5–7:
  - Kaskada Szczecin – RT Olsztyn 34:0
  - Rugby Wrocław – Kaskada Szczecin 7:34
  - RT Olsztyn – Rugby Wrocław 10:34
- półfinały o miejsca 1–4:
  - Posnania Poznań – Juvenia Kraków 31:0
  - Orkan Sochaczew – Skra Warszawa 24:7
- mecze finałowe:
  - o trzecie miejsce: Juvenia Kraków – Skra Warszawa 26:10
  - o pierwsze miejsce: Posnania Poznań – Orkan Sochaczew 26:7

Końcowa klasyfikacja turnieju:
| Pozycja | Drużyna          | Liczba punktów do klasyfikacji |
| ------- | ---------------- | ------------------------------ |
| 1.      | Posnania Poznań  | 20                             |
| 2.      | Orkan Sochaczew  | 18                             |
| 3.      | Juvenia Kraków   | 16                             |
| 4.      | Skra Warszawa    | 14                             |
| 5.      | Kaskada Szczecin | 12                             |
| 6.      | Rugby Wrocław    | 10                             |
| 7.      | RT Olsztyn       | 8                              |

### Łączna klasyfikacja
Łączna klasyfikacja mistrzostw:
| Pozycja | Drużyna           | Liczba punktów |
| ------- | ----------------- | -------------- |
| 1.      | Posnania Poznań   | 60             |
| 2.      | Orkan Sochaczew   | 50             |
| 3.      | Juvenia Kraków    | 48             |
| 4.      | Skra Warszawa     | 46             |
| 5.      | Kaskada Szczecin  | 32             |
| 6.      | Rugby Wrocław     | 23             |
| 7.      | Tytan Gniezno     | 22             |
| 8.      | RT Olsztyn        | 14             |
| 9.      | KS Budowlani Łódź | 8              |
| 10.     | RK Unisław        | 4              |
| 11.     | RK Koszalin       | 2              |